# مارك ماغواير
مارك ماغواير (بالإنجليزية: Mark McGuire)‏ هو موسيقي أمريكي، ولد في 31 ديسمبر 1986 في كليفلاند في الولايات المتحدة.

## وصلات خارجية
- الموقع الرسمي
- مارك ماغواير على موقع ميوزك برينز (الإنجليزية)
- مارك ماغواير على موقع أول ميوزيك (الإنجليزية)
- مارك ماغواير على موقع ديسكوغز (الإنجليزية)